# Fahad Al-Muwallad
Fahad Mosa'ed Al-Muwallad (Gidá, 14 de setembro de 1994), é um futebolista saudita que atua como ponta-direita. Atualmente joga pelo Al Shabab.

## Carreira
Fahad Al-Muwallad representou a Seleção Saudita de Futebol na Copa da Ásia de 2015.